# Усы-Степановская волость
Усыстепановская волость — территориальная волость в Бирском уезде Уфимской губернии. Волостной центр — село Усы-Степановка. Сейчас территория относится к Благовещенскому району Республики Башкортостан Российской Федерации.

## География
В пределах волости протекают судоходная река Уфа и речки Уса, Бирь и Седяшка. Местность вообще гористая, с небольшими равнинами. Имеются леса удельного ведомства.

## Состав волости
В волости на 1906 год 21 селение,  4 хутора и 1 женский монастырь.
- Аремное
- Байтурова
- Больше-Логовский  (починок)
- Верхне-Усинский
- Георгиевский женский монастырь
- Дмитриевский
- Ежовка
- Ермакова  (хутор)
- Игнатьевский  (починок)
- Казнак  (хутор)
- Камеева
- Каменный Лог
- Красно-Ключева
- Митрофановский
- Мосунова  (хутор)
- Озерки
- Осиповка
- Петропавловка
- Поспелова  (хутор)
- Пушкаревский  (починок)
- Седяш
- Средне-Усинский  (починок)
- Урюш
- Усы-Баш
- Усы-Степановка - волостной центр
- Черно-Ключева

## Население
На 1906 год в волости жителей обоего пола 5907 душ.

## Инфраструктура
По справочнику 1906 года  население занимается только земледелием.